# Gefahrenabwehrzentrum Neumünster

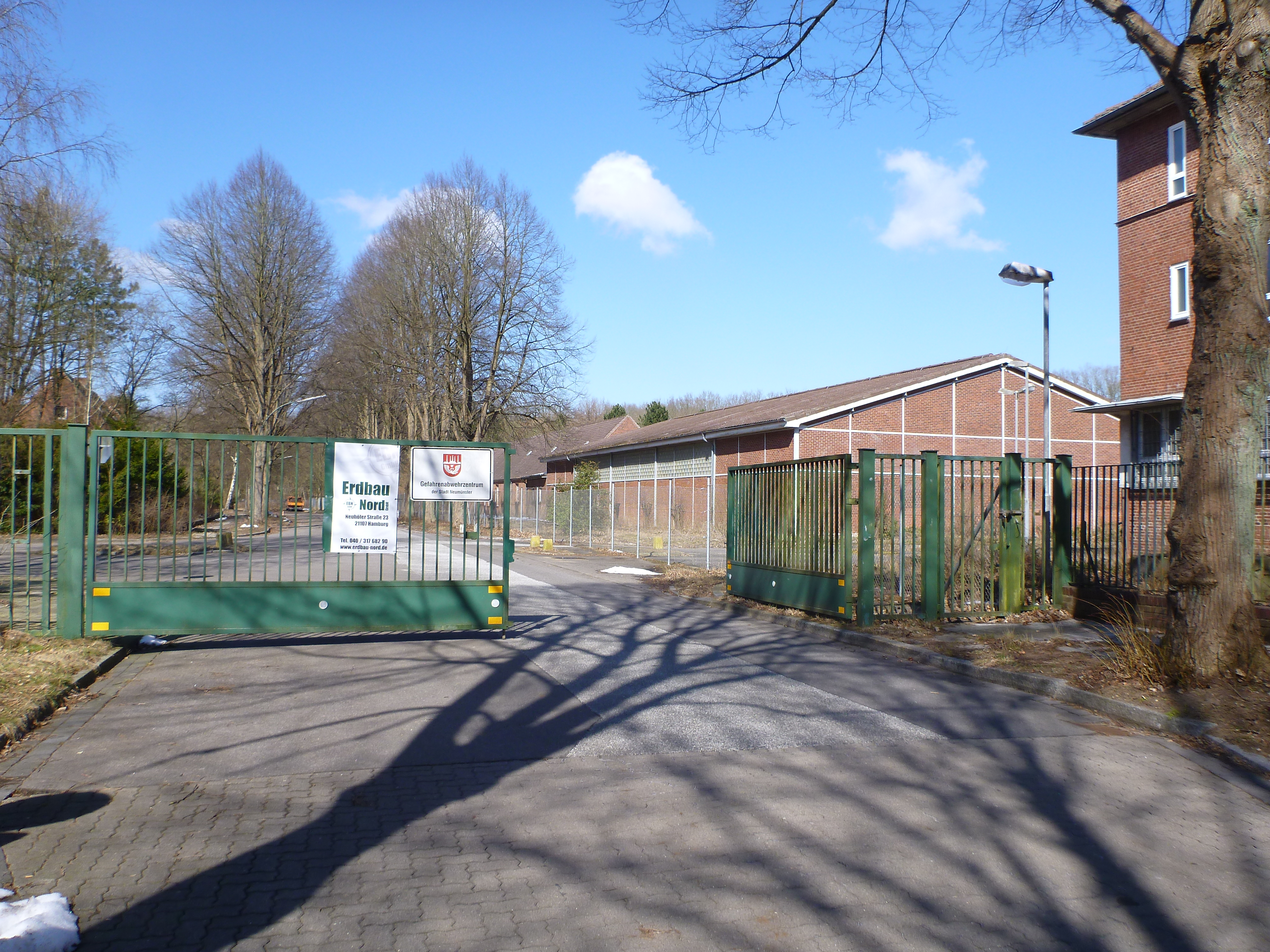
Einfahrt zum Gefahrenabwehrzentrum, Färberstraße

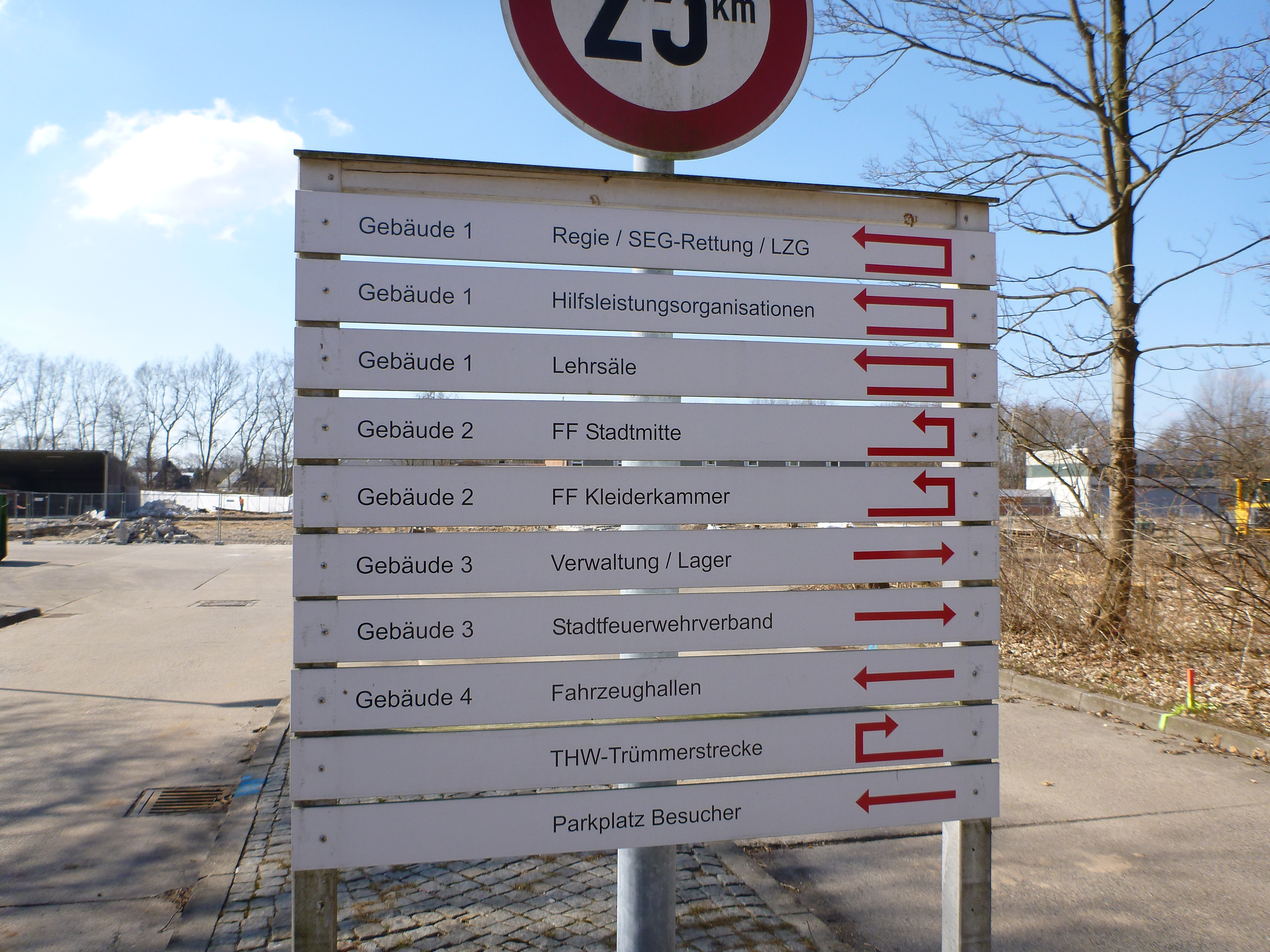
Wegweiser im Gefahrenabwehrzentrum

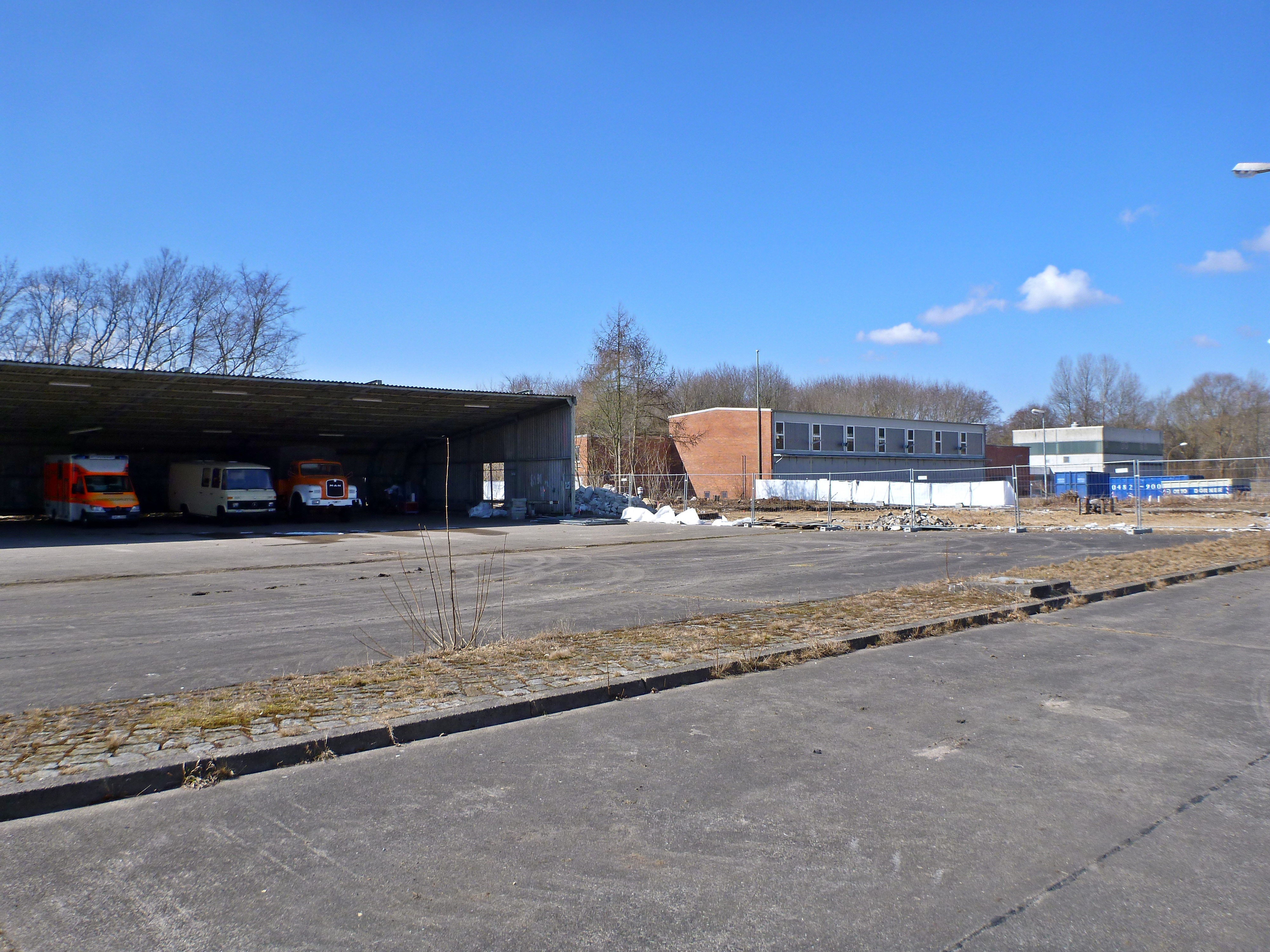
Baustelle der neuen Rettungs- und Feuerwache (April 2013)

Das Gefahrenabwehrzentrum Neumünster (GAZ) bündelt die Kräfte des Katastrophenschutz der Stadt Neumünster (Schleswig-Holstein). Das Zentrum wurde am 12. Mai 2009 auf dem Gelände der ehemaligen Hindenburgkaserne an der Färberstraße eingeweiht.

## Aufbau
Auf dem Gelände der im Jahr 2003 aufgegebenen Hindenburgkaserne sind die Berufsfeuerwehr, die Rettungswache, die SEG-Rettung, die Freiwillige Feuerwehr Stadtmitte, der Gefahrstoffzug sowie der Katastrophenschutz untergebracht. Seit 2010 gibt es hier weiterhin eine Ausbildungsstätte, auf der Spürhunde verschiedener Hilfsorganisationen und ihre Führer geschult werden. Wenn die Arbeiten abgeschlossen sind, werden etwa 120 Feuerwehrleute, Rettungsassistenten und Verwaltungsmitarbeiter in dem Gefahrenabwehrzentrum arbeiten. Im Zuge der Umbauten wird eine direkte Anbindung des etwa 6,9 Hektar großen Geländes an den Hansaring erfolgen, um mit Einsatzfahrzeugen schnell alle Teile der Stadt erreichen zu können.

## Jodtabletten
Im Gefahrenabwehrzentrum lagern etwa 5,5 Millionen Kaliumiodid-Tabletten (umgangssprachlich als „Jodtabletten“ bezeichnet), die bei einem Unfall in einem Atomkraftwerk im Auftrag des Bundesamtes für Strahlenschutz innerhalb von zwölf Stunden an die Bevölkerung in Schleswig-Holstein, Hamburg und Mecklenburg-Vorpommern sowie von Teilen von Niedersachsen verteilt werden sollen. Diese Tabletten sollen die Aufnahme von radioaktivem Jod in den Körper verhindern. Neumünster ist einer von bundesweit sieben Standorten, an denen das Bundesamt für Strahlenschutz Jod-Depots aufgebaut hat.

## Neubau der Rettungs- und Feuerwache
Am 4. Februar 2012 wurde mit den Bauarbeiten zur Errichtung der neuen Rettungs- und Feuerwache auf dem Gelände begonnen. Der Bau hat etwa 12,5 Millionen Euro gekostet und wurde im Herbst 2014 abgeschlossen. Die Rettungs- und Feuerwache wurde am 11. Oktober mit einem Festakt und einem Familienfest eingeweiht. Insgesamt sind 132 Mitarbeiter des Fachdienstes Feuerwehr, Rettungsdienst und Katastrophenschutz im November in die neue Wache eingezogen. In dem rund 6700 Quadratmeter großen Gebäude befindet sich die Leitstelle, Verwaltungsräume, Werkstätten, Ruhe- und Konferenzräume, ein Trainingsparcours und ein Fitnessstudio. Da das Gelände zwischen 1889 und 1927 von der Lederfabrik Hermann & Sager genutzt wurde, ist der Boden noch heute mit Milzbrandsporen verseucht. Für die Erdarbeiten wurden daher besondere Arbeitsschutzanforderungen aufgestellt.